# 삼성 갤럭시 A24
삼성 갤럭시 A24(영어: Samsung Galaxy A24)는 삼성전자가 출시한 안드로이드 스마트폰이다. 이 전화기는 2023년 4월 19일에 발표되었다.